# Sasbach am Kaiserstuhl
Sasbach am Kaiserstuhl ist eine Gemeinde im Landkreis Emmendingen in Baden-Württemberg.

## Geographie

### Geographische Lage
Die Weinbau- und Feriengemeinde Sasbach liegt am Fuße des Kaiserstuhls, direkt an der deutsch-französischen Grenze am Rhein, in der Mitte zwischen dem Schwarzwald im Osten und den Vogesen im Westen, rund 20 Kilometer entfernt von Freiburg im Breisgau.

### Nachbargemeinden
Nachbargemeinden sind (von Norden im Uhrzeigersinn): Wyhl am Kaiserstuhl, Forchheim, Endingen, Riegel, Bahlingen, alle im Landkreis Emmendingen, Vogtsburg im Kaiserstuhl, Landkreis Breisgau-Hochschwarzwald sowie Artzenheim und Marckolsheim im französischen Elsass.

### Gemeindegliederung
Sasbach am Kaiserstuhl besteht aus den ehemaligen Gemeinden Jechtingen, Leiselheim und Sasbach. Im Gemeindeteil Jechtingen liegt die abgegangene Burg Sponeck.
| - Jechtingen - Jechtingen (Dorf) - Sponeck(hof) (Gehöft) | - Leiselheim - Leiselheim (Dorf) | - Sasbach - Sasbach (Dorf) - Am Rhein (Zinken) - Am Eichert (Gehöft) |

### Klima
|                        | Jan  | Feb  | Mär  | Apr  | Mai  | Jun  | Jul  | Aug  | Sep  | Okt  | Nov  | Dez |   |      |
| Mittl. Temperatur (°C) | 3,4  | 4,8  | 6,9  | 10,5 | 14,7 | 19,2 | 21,1 | 20,0 | 15,5 | 10,7 | 6,4  | 4,1 | ⌀ | 11,5 |
| Mittl. Tagesmax. (°C)  | 6,2  | 8,1  | 12,8 | 17,0 | 20,7 | 25,4 | 27,5 | 26,4 | 22,6 | 16,3 | 10,7 | 7,9 | ⌀ | 16,8 |
| Mittl. Tagesmin. (°C)  | −1,1 | −0,4 | 1,3  | 3,7  | 8,4  | 12,9 | 13,8 | 13,0 | 9,2  | 5,6  | 2,1  | 0,3 | ⌀ | 5,8  |
|                        |      |      |      |      |      |      |      |      |      |      |      |     |   |      |
| Niederschlag (mm)      | 63   | 44   | 43   | 69   | 119  | 93   | 47   | 73   | 52   | 47   | 55   | 44  | Σ | 749  |
|                        |      |      |      |      |      |      |      |      |      |      |      |     |   |      |
| Sonnenstunden (h/d)    | 2,7  | 3,5  | 4,0  | 5,8  | 6,5  | 8,4  | 7,8  | 7,2  | 5,7  | 3,8  | 2,4  | 2,0 | ⌀ | 5    |
|                        |      |      |      |      |      |      |      |      |      |      |      |     |   |      |
| Regentage (d)          | 17   | 13   | 14   | 13   | 15   | 14   | 12   | 13   | 11   | 12   | 13   | 14  | Σ | 161  |

| −1,1 |

| −0,4 |

| 1,3 |

| 3,7 |

| 8,4 |

| 12,9 |

| 13,8 |

| 13,0 |

| 9,2 |

| 5,6 |

| 2,1 |

| 0,3 |

| −1,1 |

| −0,4 |

| 1,3 |

| 3,7 |

| 8,4 |

| 12,9 |

| 13,8 |

| 13,0 |

| 9,2 |

| 5,6 |

| 2,1 |

| 0,3 |

## Geschichte

### Eingemeindung, Namenszusatz
Am 1. April 1974 wurde die Gemeinde Leiselheim eingemeindet. Die Eingemeindung von Jechtingen erfolgte am 1. Januar 1975. Am 1. März 1997 erhielt die Gemeinde Sasbach ihren heutigen Namen.

### Sasbach
Die Siedlungsgeschichte des Hauptortes Sasbach geht bereits auf die Römerzeit zurück. Damals wurde auf dem nahe gelegenen Humberg das spätrömische Kastell Sasbach-Jechtingen errichtet, welches im Mittelalter wiederum mit der Burg Sponeck überbaut wurde.
Die erste urkundliche Erwähnung des Ortes stammt jedoch aus dem Jahre 839. Im 14. Jahrhundert fiel der Ort an die Habsburger und gehörte danach wie auch Jechtingen bis 1805 zu Vorderösterreich. 1806 wurde Sasbach badisch.
Sasbach gehörte seit Anfang des 19. Jahrhunderts zum Bezirksamt Breisach und kam nach dessen Auflösung 1924 zum Bezirksamt Emmendingen (ab 1939 Landkreis Emmendingen). Leiselheim und Jechtingen gehörten ebenfalls ursprünglich zum Bezirksamt Breisach, kamen 1924 zum Bezirksamt Emmendingen und wechselten 1936 zum Bezirksamt Freiburg (ab 1939 Landkreis Freiburg).
Rechtsgeschichte hat die Gemeinde in einem Verfahren vor dem Bundesverfassungsgericht geschrieben, in dem sie sich gegen die Errichtung eines Kernkraftwerks auf unmittelbar angrenzender Wyhler Gemarkung wehrte. Im sogenannten Sasbach-Beschluss verwarf das Gericht die Verfassungsbeschwerde der Gemeinde als offensichtlich unbegründet. Seitdem ist klargestellt, dass Gemeinden nicht grundrechtsberechtigt sind, dass insbesondere die Eigentumsfreiheit des Art. 14 GG nicht das Privateigentum schützt, „sondern das Eigentum Privater“.
1976 fand in Sasbach die weltweit erste große Solar-, Alternativenergie- und Umweltmesse des BUND und der badisch-elsässischen Bürgerinitiativen statt, die Sonnentage. Der BUND und die Bürgerinitiativen wollten mit der ersten Ökomesse Alternativen zur Atomenergie aufzeigen.
Auf einem Ausläufer des Kaiserstuhls befinden sich die Reste der 1239 erwähnten Burg Limburg.

### Jechtingen
| Wappen von Jechtingen | 0 | Funde aus der Jungsteinzeit bestätigen, dass bei Jechtingen am Westrand des Kaiserstuhls schon seit Jahrtausenden Menschen lebten. Später ließen sich in Jechtingen Römer nieder, denn hier verlief wegen eines Rheinübergangs eine wichtige West-Ost-Verbindung der Römer, am nördlichen Rand des Kaiserstuhls entlang in den Schwarzwald (Elztal) hinein. Die Endung „ingen“ zeigt, dass sich nach dem Abzug der Römer Alemannen niederließen. Urkundlich erwähnt wurde der Ort im 13. Jahrhundert. Ab 1350 war Jechtingen habsburgisch, ab 1805 badisch. Jechtingen zählt heute ca. 1100 Einwohner. |

### Leiselheim

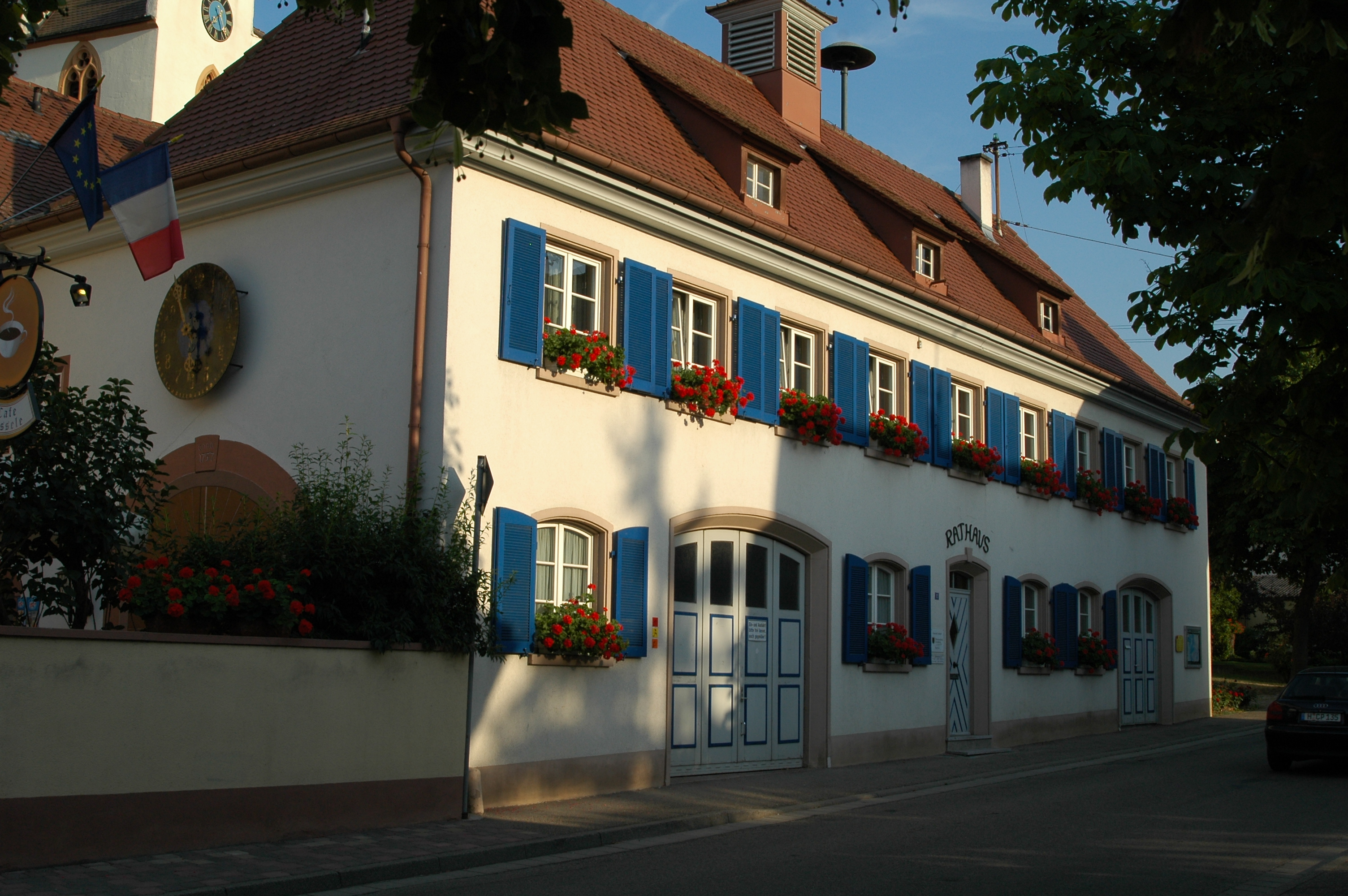
Sasbach am Kaiserstuhl, Ortsteil Leiselheim, Rathaus

| Wappen von Leiselheim | 0 | Der Ort Leiselheim ist altes fränkisches Königsgut, die Bewohner genossen hier im Mittelalter mehr Freiheiten als anderswo. Die Nähe zur mittelalterlichen Burg Sponeck, der Rheinübergang und auch die römischen Funde zeigen, dass die Umgebung schon seit mehr 2000 Jahren besiedelt ist und von großer Bedeutung war. Leiselheim gehörte spätestens um 1500 zur Markgrafschaft Baden-Durlach, dem späteren Großherzogtum Baden, und wurde damit in der Reformationszeit evangelisch (lutherisch). Leiselheim zählt heute ca. 500 Einwohner. |

## Politik

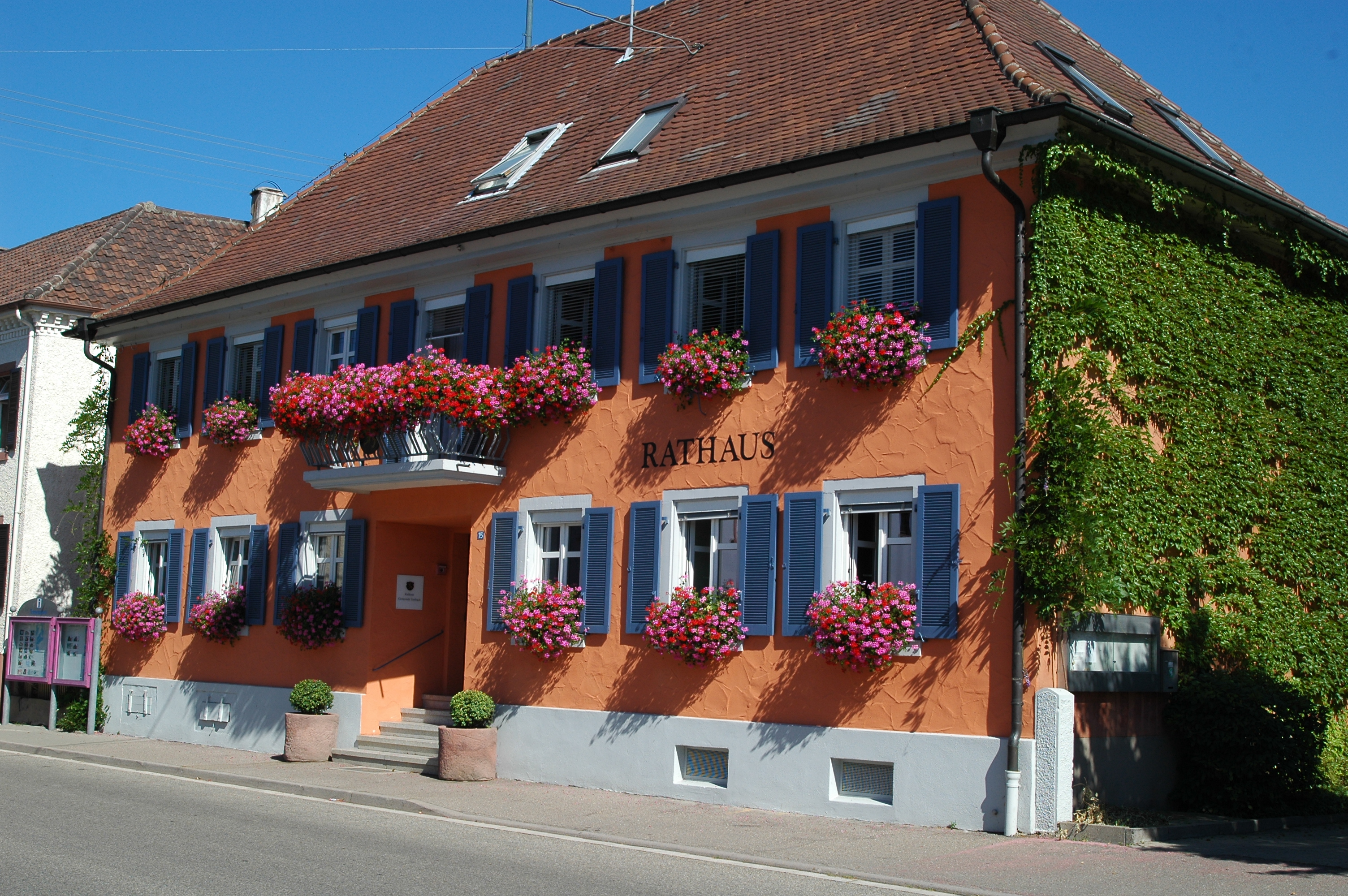
Sasbach am Kaiserstuhl, Rathaus

### Gemeinderat
Die Kommunalwahl am 9. Juni 2024 führte zu folgendem Ergebnis (mit Vergleichszahlen von 2019):
| Partei/Liste                      | 2024          | 2024   | 2019          | 2019   |
| Partei/Liste                      | Stimmenanteil | Sitze  | Stimmenanteil | Sitze  |
| --------------------------------- | ------------- | ------ | ------------- | ------ |
| Freie Wählervereinigung (FWV)     | 40,5 %        | 6      | 50,7 %        | 7      |
| FREIE BÜRGERLISTE (FBL)           | 53,3 %        | 7      | 49,3 %        | 7      |
| Alternative für Deutschland (AfD) | 6,2 %         | 1      | --            | --     |
| Wahlbeteiligung                   | 72,7 %        | 72,7 % | 67,0 %        | 67,0 % |

Der für die AfD in den Gemeinderat eingezogene Günter Kranzer hat die Partei im Juni 2025 verlassen und nimmt das Mandat als Parteiloser war.

### Bürgermeister
Bürgermeister ist seit dem 1. Mai 2024 Nikolas Kopp. Er wurde am 3. März 2024 mit 63 Prozent der Stimmen zum Bürgermeister gewählt. Zuvor amtierte von 2001 bis 2024 Jürgen Scheiding als Bürgermeister.

## Religionen
In Sasbach und Jechtingen gibt es jeweils eine römisch-katholische Pfarrgemeinde, in Leiselheim eine evangelische Kirchengemeinde. Die unterschiedliche konfessionelle Ausrichtung der Ortschaften geht auf die unterschiedliche politische Zugehörigkeit der Ortschaften in der Zeit des Heiligen Römischen Reiches zurück: Sasbach und Jechtingen zum katholischen Vorderösterreich und Leiselheim zur evangelischen Markgrafschaft Baden-Durlach.

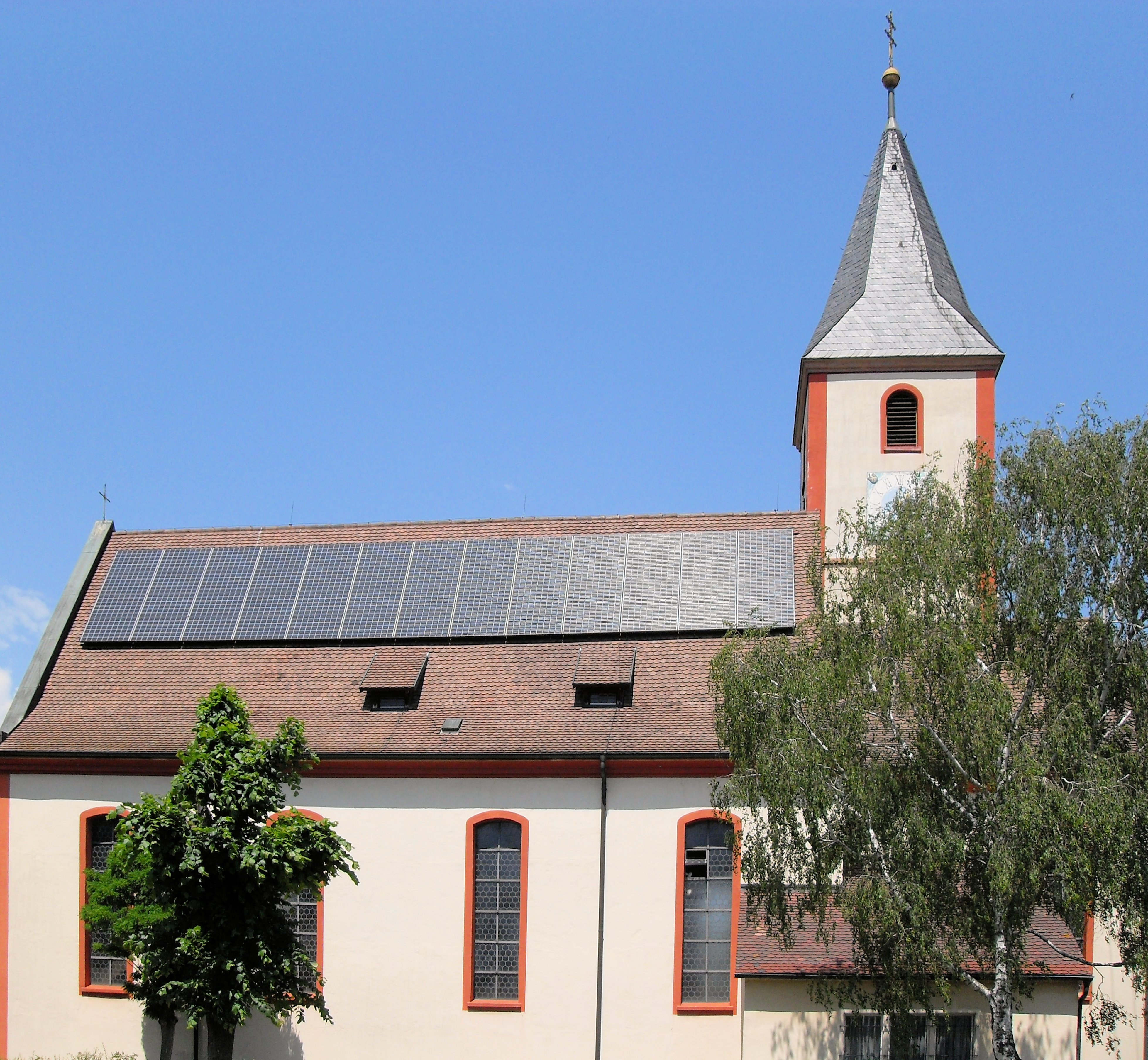
Kirche St. Martin in Sasbach
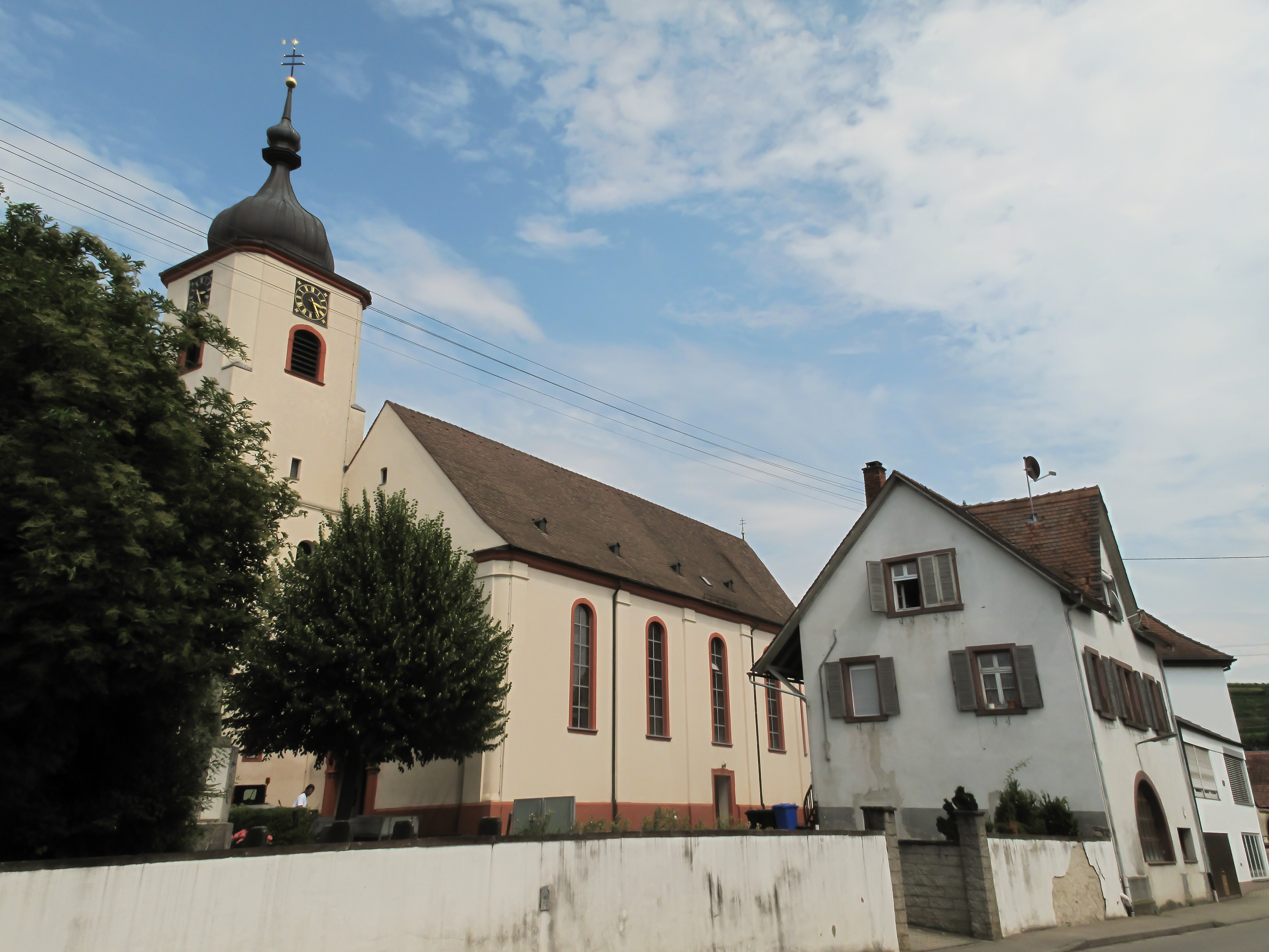
Kirche St. Cosmas und Damian in Jechtingen (1911 mit Altären der Gebrüder Moroder ausgestattet)
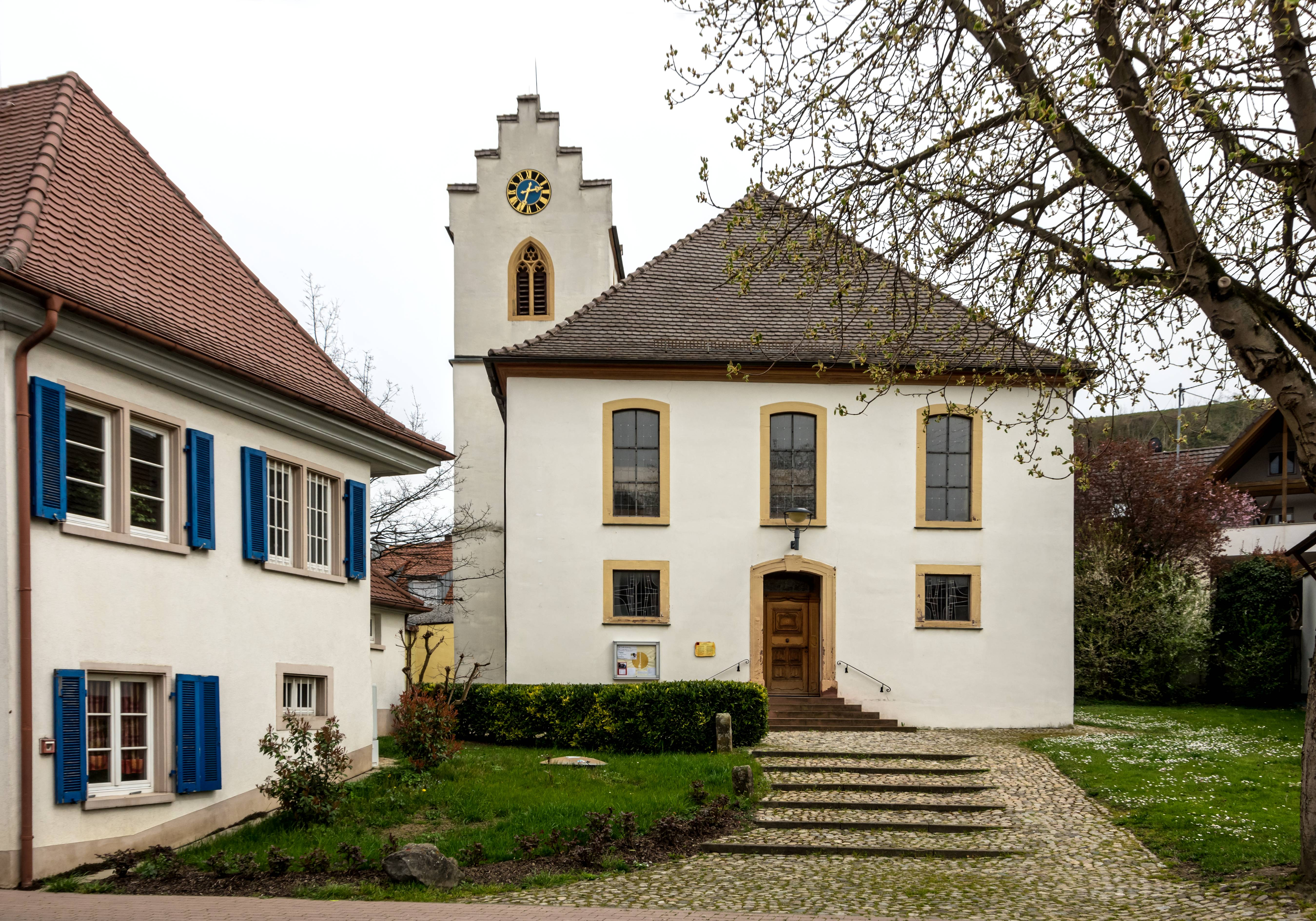
Evangelische Kirche in Leiselheim

## Verkehr

### Bahnverkehr
Sasbach liegt an der Kaiserstuhlbahn. Diese wurde von 2017 bis 2021 elektrifiziert und wird seither im Netz der Breisgau-S-Bahn bedient. Die S5 verbindet den Bahnhof Riegel-Malterdingen an der Rheintalbahn über Sasbach mit Breisach am Rhein.

### Radverkehr
Durch Sasbach verlaufen zwei Landes-Radfernwege:
- Der Badische Weinradweg[13] führt von Grenzach-Wyhlen am Hochrhein nach Laudenbach im Norden Baden-Württembergs, dabei werden sieben der neun badischen Weinanbaugebiete untereinander verbunden. Ab Schallstadt gibt es zwei Varianten: Am Tuniberg entlang nach Ihringen und über den Kaiserstuhl nach Sasbach und weiter über Königschaffhausen, Endingen und Riegel oder weiter am Rande des Rheintals über Freiburg und Emmendingen. Die Varianten treffen sich in Malterdingen wieder, danach führt die Route meist oberhalb des Rheintals weiter Richtung Kippenheim und nach Lahr.
- Der baden-württembergische Rheinradweg von Konstanz bis Mannheim ist Teil der rechtsrheinischen Variante des Rheinradwegs, der von der Quelle des Rheins am Oberalppass im Schweizer Kanton Graubünden bis zur Mündung bei Rotterdam führt. Von Breisach kommend verläuft er am entlang Rhein bis Weisweil und führt dabei über das Gemeindegebiet von Sasbach. Er ist als Eurovelo-Route 15 (Rheinradweg)[14] und als D-Route 8 (Rhein-Route)[15] ausgewiesen.

## Sport
Fußballverein des Ortes Sasbach ist der FV Sasbach. Die erste Mannschaft des FV Sasbach spielt in der Kreisliga A, die zweite Mannschaft in der Kreisliga B und die dritte Mannschaft in der Kreisliga C.
Im Tennis ist der TC Sasbach ist sportlich aktiv mit Jugend-, Damen- und Herrenmannschaften.
Die Sportstätte des Wasserskiclubs Breisgau an und auf dem Altrhein bei Sasbach am Kaiserstuhl
liegt in unmittelbarer Nähe des Grenzüberganges von Sasbach am Rhein nach Marckolsheim in Frankreich.

## Bildung
Die Gesamtgemeinde Sasbach verfügt über eine zweizügige Grundschule. Unterrichtet wird derzeit in den Schulgebäuden der Ortsteile Jechtingen und Sasbach. Das im Ortsteil Leiselheim zur Verfügung stehende Schulgebäude wurde bis Juli 2007 durch die GHS Wyhl genutzt.
In den Ortsteilen Jechtingen und Sasbach gibt es jeweils einen Kindergarten. Diese werden in öffentlicher Trägerschaft durch die Gemeinde betrieben.
In Sasbach gibt es einen wissenschaftlichen Lehrpfad. Es wird die Geschichte, Geologie, Mineralogie, Naturschutz, Wein- und Forstwirtschaft über Tafeln erläutert.

## Persönlichkeiten

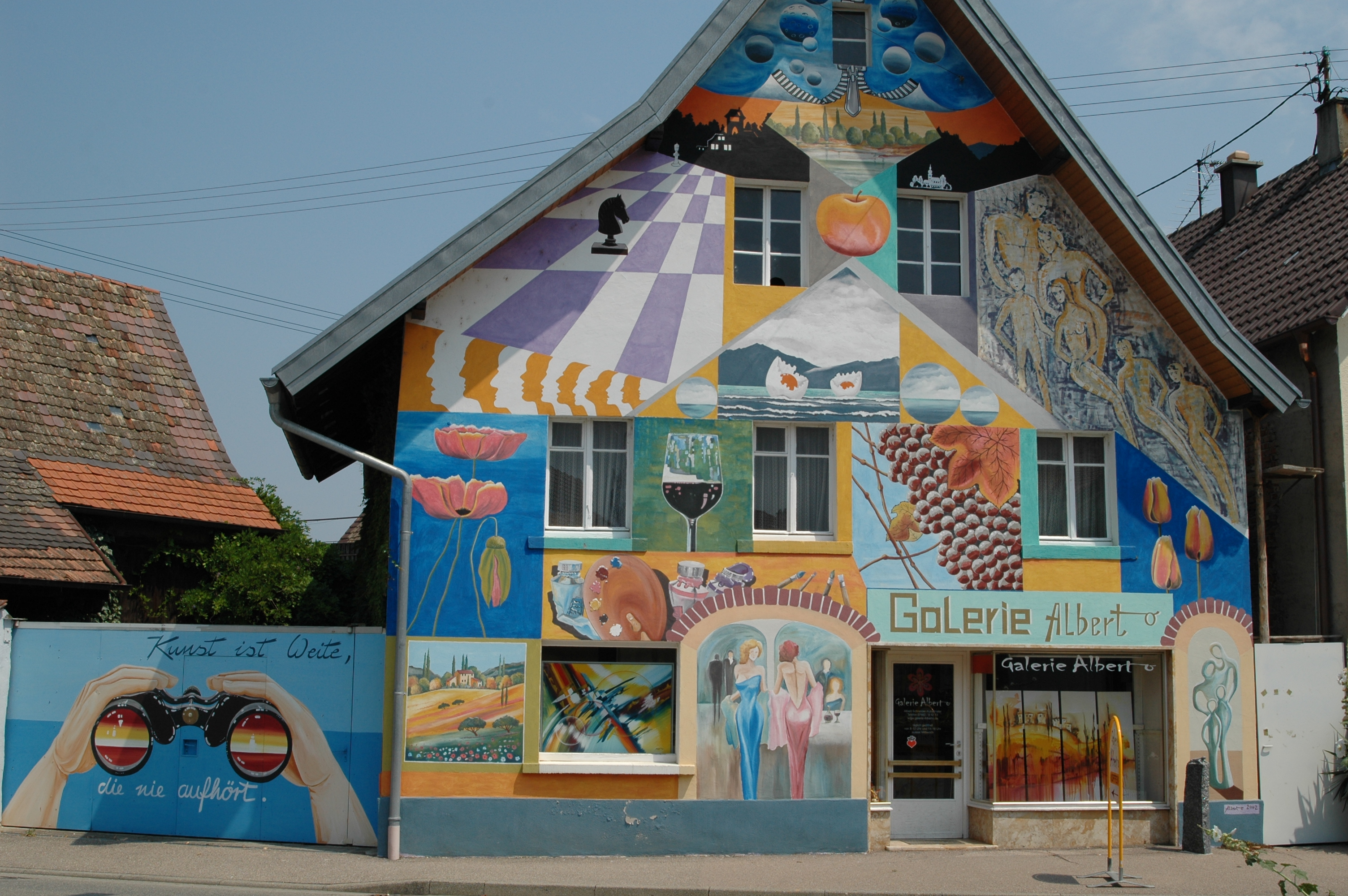
Haus des Künstlers „Alberto“ in Jechtingen

### Söhne und Töchter der Stadt
- Rudolf von Habsburg (1218–1291), römisch-deutscher König (R. I.) und Herzog von Österreich (R. I.), Graf von Habsburg (R. IV.)
- Johann Baptist Eberenz (1723–1788), Mathematiker und Ingenieur
- Carl Friedrich Meerwein (1737–1810), Baumeister und Konstrukteur eines Flugapparats
- Emil Gött (1864–1908), Schriftsteller
- Werner Mildebrath (1928–2020), Solarpionier[17]
- Albert Schneider (17. Mai 1955–August 2017), gelernter Bäckermeister, Kunstmaler (Künstlername Alberto)

### Weitere Persönlichkeiten mit Verbindung zu Sasbach
- Hans Adolf Bühler (1877–1951), deutscher Maler und Professor. Wohnte auf der Sponeck
- Johann Nepomuk Locherer (1773–1837), Theologe und Hochschullehrer, war in Jechtingen Priester